# Cute Is What We Aim For
Cute Is What We Aim For es una banda de power pop originaria de Buffalo, Nueva York. La banda se formó en 2005, y desde entonces han publicado dos álbumes: The Same Old Blood Rush with a New Touch y Rotation. La banda firmó con la discográfica Fueled By Ramen, pero más tarde lo abandonaron.

## Discografía

### Álbumes de estudio
| 2006                                                  | The Same Old Blood Rush with a New Touch - Sello: Fueled by Ramen | 75 | —  | — |
| 2008                                                  | Rotation - Sello: Fueled by Ramen                                 | 21 | 11 | 9 |
| "—" denota que los lanzamientos no entraron en listas |                                                                   |    |    |   |

### Sencillos
| Año  | Título                     | Álbum                                    |
| ---- | -------------------------- | ---------------------------------------- |
| 2006 | "There's a Class for This" | The Same Old Blood Rush with a New Touch |
| 2007 | "The Curse of Curves"      | The Same Old Blood Rush with a New Touch |
| 2007 | "Newport Living"           | The Same Old Blood Rush with a New Touch |
| 2008 | "Practice Makes Perfect"   | Rotation                                 |
| 2008 | "Navigate Me"              | Rotation                                 |
| 2009 | "Doctor"                   | Rotation                                 |
| 2010 | "Harbor"                   |                                          |